# Torneo de Berlín 1996
El German Open 1996 fue un torneo de tenis femenino, disputado del 13 al 19 de mayo de 1996. Fue un evento de categoría Tier I que se jugó en canchas de polvo de ladrillo como preparativo para el segundo Grand Slam del año, Roland Garros. Fue la 81.ª edición del torneo y tuvo lugar en el Rot-Weiss Tennis Club en la capital alemana, Berlín.

## Campeonas

### Individual femenino
Steffi Graf venció a  Karina Habšudová por 4-6, 6–2, 7-5

### Dobles femenino
Meredith McGrath /  Larisa Savchenko vencieron a  Martina Hingis /  Helena Suková por 6–1, 5–7, 7–6